# ديبورا فيندلي
ديبورا فيندلي (بالإنجليزية: Deborah Findlay)‏؛ ممثلة بريطانية، ولدت في 1947 في المملكة المتحدة. من الجوائز التي نالتها جائزة لورنس أوليفيه.

## أعمال

### أفلام
- (1997) جين اير
- (2004) فانيتى فير[4][5]

## جوائز
- جائزة لورنس أوليفيه

## وصلات خارجية
- ديبورا فيندلي على موقع IMDb (الإنجليزية)
- ديبورا فيندلي على موقع ميوزك برينز (الإنجليزية)
- ديبورا فيندلي على موقع قاعدة بيانات الفيلم (الإنجليزية)